# Cordobia argentea
Cordobia argentea là một loài thực vật có hoa trong họ Malpighiaceae. Loài này được (Griseb.) Nied. mô tả khoa học đầu tiên năm 1912.